# Nierivaara (kulle i Finland)
Nierivaara är en kulle i Finland. Den ligger i Enontekis i den norra delen av landet, 1 000 km norr om huvudstaden Helsingfors. Toppen på Nierivaara är 562 meter över havet, eller 117 meter över den omgivande terrängen. Bredden vid basen är 2,6 km.
Terrängen runt Nierivaara är huvudsakligen platt.  Trakten runt Nierivaara är nära nog obefolkad, med mindre än två invånare per kvadratkilometer. Omgivningarna runt Nierivaara är i huvudsak ett öppet busklandskap.